# Phobetus panamintensis
Phobetus panamintensis är en skalbaggsart som beskrevs av Hardy 1978. Phobetus panamintensis ingår i släktet Phobetus och familjen Melolonthidae. Inga underarter finns listade i Catalogue of Life.